# Wahlkreis Ayr, Carrick and Cumnock
| Ayr, Carrick and Cumnock      |
| ----------------------------- |
| Ayr, Carrick and Cumnock      |
| Gebildet                      |
| 2005                          |
| Abgeordneter                  |
| Allan Dorans (SNP)            |
| Regionen                      |
| South Ayrshire, East Ayrshire |

Ayr, Carrick and Cumnock ist ein Wahlkreis für das Britische Unterhaus. Er wurde 2005 aus Teilen der vormaligen Wahlkreise Ayr und Carrick, Cumnock and Doon Valley geschaffen. Ayr, Carrick and Cumnock deckt Gebiete der Council Areas East Ayrshire und South Ayrshire ab. Es wird ein Abgeordneter entsandt.

## Wahlergebnisse

### Unterhauswahlen 2005
| Ergebnisse der Unterhauswahlen 2005 | Ergebnisse der Unterhauswahlen 2005 | Ergebnisse der Unterhauswahlen 2005 | Ergebnisse der Unterhauswahlen 2005 |
| Partei                              | Kandidat                            | Stimmen                             | %                                   |
| ----------------------------------- | ----------------------------------- | ----------------------------------- | ----------------------------------- |
| Labour                              | Sandra Osborne                      | 20.433                              | 45,4                                |
| Conservative                        | Mark Jones                          | 10.436                              | 23,2                                |
| Liberal Democrats                   | Colin Waugh                         | 6341                                | 14,1                                |
| SNP                                 | Chic Brodie                         | 5392                                | 13,2                                |
| SSCUP                               | Donald Sharp                        | 593                                 | 1,3                                 |
| Socialist                           | Murray Steele                       | 554                                 | 1,2                                 |
| Socialist Labour                    | James McDaid                        | 395                                 | 0,9                                 |
| UKIP                                | Bryan McCormack                     | 365                                 | 0,8                                 |

### Unterhauswahlen 2010
| Ergebnisse der Unterhauswahlen 2010 | Ergebnisse der Unterhauswahlen 2010 | Ergebnisse der Unterhauswahlen 2010 | Ergebnisse der Unterhauswahlen 2010 | Ergebnisse der Unterhauswahlen 2010 |
| Partei                              | Kandidat                            | Stimmen                             | %                                   | ±                                   |
| ----------------------------------- | ----------------------------------- | ----------------------------------- | ----------------------------------- | ----------------------------------- |
| Labour                              | Sandra Osborne                      | 21.632                              | 47,1                                | +1,7                                |
| Conservative                        | William Grant                       | 11.721                              | 25,5                                | +2,3                                |
| SNP                                 | Chic Brodie                         | 8276                                | 18,0                                | +4,8                                |
| Liberal Democrats                   | James Taylor                        | 4264                                | 9,3                                 | −4,8                                |

### Unterhauswahlen 2015
| Ergebnisse der Unterhauswahlen 2015 | Ergebnisse der Unterhauswahlen 2015 | Ergebnisse der Unterhauswahlen 2015 | Ergebnisse der Unterhauswahlen 2015 | Ergebnisse der Unterhauswahlen 2015 |
| Partei                              | Kandidat                            | Stimmen                             | %                                   | ±                                   |
| ----------------------------------- | ----------------------------------- | ----------------------------------- | ----------------------------------- | ----------------------------------- |
| SNP                                 | Corri Wilson                        | 25.492                              | 48,8                                | +30,8                               |
| Labour                              | Sandra Osborne                      | 14.227                              | 27,3                                | −19,8                               |
| Conservative                        | Lee Lyons                           | 10.355                              | 19,8                                | −5,7                                |
| UKIP                                | Joseph Adam-Smith                   | 1280                                | 2,5                                 | +2,5                                |
| Liberal Democrats                   | Richard Brodie                      | 855                                 | 1,6                                 | −7,7                                |

### Unterhauswahlen 2017
| Ergebnisse der Unterhauswahlen 2017 | Ergebnisse der Unterhauswahlen 2017 | Ergebnisse der Unterhauswahlen 2017 | Ergebnisse der Unterhauswahlen 2017 | Ergebnisse der Unterhauswahlen 2017 |
| Partei                              | Kandidat                            | Stimmen                             | %                                   | ±                                   |
| ----------------------------------- | ----------------------------------- | ----------------------------------- | ----------------------------------- | ----------------------------------- |
| Conservative                        | Bill Grant                          | 18.550                              | 40,1                                | +20,3                               |
| SNP                                 | Corri Wilson                        | 15.776                              | 34,1                                | −14,7                               |
| Labour                              | Carol Mochan                        | 11.024                              | 23,9                                | −3,4                                |
| Liberal Democrats                   | Callum Leslie                       | 872                                 | 1,9                                 | +0,3                                |

### Unterhauswahlen 2019
| Ergebnisse der Unterhauswahlen 2019 | Ergebnisse der Unterhauswahlen 2019 | Ergebnisse der Unterhauswahlen 2019 | Ergebnisse der Unterhauswahlen 2019 | Ergebnisse der Unterhauswahlen 2019 |
| Partei                              | Kandidat                            | Stimmen                             | %                                   | ±                                   |
| ----------------------------------- | ----------------------------------- | ----------------------------------- | ----------------------------------- | ----------------------------------- |
| SNP                                 | Allan Dorans                        | 20.272                              | 43,5                                | +9,4                                |
| Conservative                        | Martin Dowey                        | 17.943                              | 38,5                                | −1,6                                |
| Labour                              | Duncan Townson                      | 6.219                               | 13,3                                | −10,5                               |
| Liberal Democrats                   | Helena Bongard                      | 2.158                               | 4,6                                 | +2,7                                |